# Marin Ranteš
Marin Ranteš (né le 5 août 1995 à Varaždin) est un coureur cycliste croate, spécialiste du BMX freestyle.

## Biographie
Marin Ranteš pratique plusieurs sports dans sa jeunesse et se concentre  finalement sur le BMX. Pour qu'il puisse mieux s'entraîner, ses parents l'emmènent souvent le week-end à Zagreb, où se trouve le seul skatepark couvert du pays. En 2012, Red Bull devient son sponsor et il devient le seul Croate qui pratique ce sport de manière professionnelle.
En 2017, il participe aux premiers championnats du monde de cyclisme urbain et prend la 16e place du BMX freestyle Park. L'année suivante, il réalise deux podiums lors de la Coupe du monde de BMX freestyle Park et remporte le classement général. Il attribue ce succès à son entrainement aux côtés de Daniel Dhers, qu'il considère comme une figure paternelle. L'année suivante, il devient vice-champion d'Europe derrière Anthony Jeanjean.
Après l'interruption forcée de la compétition en raison de la pandémie de covid-19, il remporte des médailles de bronze aux championnats du monde 2021 et aux championnats d'Europe 2022. Il atteint également la finale des championnats du monde en 2022 et 2023. Dans son pays d’origine, il remporte tous les championnats nationaux de 2019 à 2023.

## Palmarès en BMX freestyle Park

### Championnats du monde
- Montpellier 2021
  -  Médaillé de bronze du BMX freestyle Park

### Coupe du monde
- Coupe du monde de BMX freestyle Park
  - 2019 : 1er du classement général

### Championnats d'Europe
- Cadenazzo 2019
  -  Médaillé d'argent du BMX freestyle Park
- Munich 2022
  -  Médaillé de bronze du BMX freestyle Park

### Championnats de Croatie
- 2019
  -  Champion de Croatie de BMX freestyle Park
- 2022
  -  Champion de Croatie de BMX freestyle Park
- 2023
  -  Champion de Croatie de BMX freestyle Park